# Paul Vitry
Pour les articles homonymes, voir Vitry.
Eugène Paul Vitry est historien de l'art et conservateur du département des sculptures du musée du Louvre, né à Paris le 11 novembre 1872 et mort à Paris le 7 avril 1941.

## Biographie
Il a obtenu la licence ès lettres à la Sorbonne en 1892. Il suit ensuite les conférences de Louis Havet et de Pierre de Nolhac à l'École pratique des hautes études jusqu'en 1896. Il est diplômé de l'École du Louvre en 1897 et est attaché au département des sculptures du musée du Louvre.
Il a passé sa thèse de docteur ès lettres sous la direction d'Henry Lemonnier, en 1901.
Il est professeur d'histoire générale et d'histoire de l'art à l'École nationale des arts décoratifs de 1901 à 1920.
Il est nommé conservateur-adjoint au département des sculptures du musée du Louvre en 1905. En 1910 il réorganise le musée des beaux-arts de Tours. En 1911, le château de Maisons-Laffitte étant une annexe du musée du Louvre, il est chargé de son aménagement et de sa gestion.
Il a été président de la Société des artistes décorateurs entre 1913 et 1922, puis président de la Société de l'histoire de l'art français. Il est vice-président du comité d'organisation de l'Exposition internationale urbaine de Lyon de 1914, et de l'Exposition universelle de 1915 à San Francisco. Il dirigea la revue Bulletin des musées de France entre 1906 et 1939.
Il est mobilisé et participe à la Première Guerre mondiale entre mars 1915 et avril 1919. Il est délégué à la Commission d'armistice de Spa par le ministère de l'Instruction publique, en 1918, puis détaché au ministère des Affaires étrangères pour la restitution des œuvres d'art jusqu'en 1919.
Il est nommé conservateur du département des sculptures du musée du Louvre en 1920.
Il est président de la section d'art décoratif de l'exposition d’art français de Wiesbaden, en 1921. En 1925, il participe à l'Exposition internationale des arts décoratifs et industriels modernes de Paris.
Paul Vitry est professeur à l'École du Louvre (chaire d'histoire de la sculpture) entre 1920 et 1939. Il est professeur-adjoint au Collège de France entre 1923 et 1925, suppléant d'André Michel, où il est chargé de la chaire d'histoire de l'art français avec des cours consacrés à Jean-Antoine Houdon. Il a été professeur à l'Université libre de Bruxelles de 1934 à 1939.
Il est admis à la retraite en 1933 mais il reste en poste. Il va mettre en place le plan de mise à l'abri des œuvres du musée du Louvre à partir de 1936. En 1939, il est affecté au château de Chambord où une partie des œuvres du département des sculptures du musée du Louvre a été évacuée.

## Distinction
- chevalier de la Légion d'honneur, en 1920[3].
- officier de la Légion d'honneur, en 1926.